# Douglas Garcia
Douglas Garcia Bispo dos Santos (São Paulo, 26 de janeiro de 1994) é um político brasileiro, filiado ao União Brasil (UNIÃO). Foi deputado estadual no estado de São Paulo entre 2019 e 2023.

## Atuação política
Garcia participou de manifestações de rua, enquanto esteve na liderança do movimento conservador Direita São Paulo. Em 2018, foi eleito deputado estadual de São Paulo com 74.351 votos.
Sua principais pautas são o movimento antiaborto e contra à legalização de drogas, a defesa da revogação do Estatuto do Desarmamento, da desregulamentação econômica, do Escola Sem Partido e ideologia de gênero.
No pleito de 2022, obteve pouco mais de 24 mil votos e não se elegeu deputado federal.

## Controvérsias

### Bloco de carnaval com homenagem a órgão de tortura
Garcia foi o criador do bloco de carnaval Porão do DOPS, em 2018, uma referência ao órgão da Polícia Civil responsável pela tortura e assassinato de milhares de pessoas durante a Ditadura Militar. O bloco homenageou Carlos Brilhante Ustra, um dos torturadores mais atuantes na repressão política durante a ditadura.

### Elogio a gangue extremista
Douglas Garcia publicou postagem de visualização restrita em suas redes sociais elogiando os Carecas, como também são conhecidos skinheads extremistas, conhecidos por praticarem atos violentos e assassinatos. No texto, Garcia escreveu que "os Carecas são nacionalistas, pró-família, são exatamente como nós, só diferem porque descem o cacete nos comunas [comunistas] (o que eu aprovo muito, diga-se de passagem)". Em 2017, em protesto contra a visita da filósofa Judith Butler, uma das mais respeitadas teóricas do pós-estruturalismo, ao Brasil, Garcia agradeceu à gangue extremista de direita Carecas do ABC, facção de São Paulo que prega o ódio contra pessoas negras, nordestinas e LGBTQIAP+, envolvida no assassinato de um adestrador de cães em 2000, entre outros crimes.

### Ameaça de agressão a pessoas transexuais
Em 5 de abril de 2019, um dia após ameaçar agredir uma transexual que usasse o mesmo banheiro que sua mãe ou irmã, Garcia admitiu ser homossexual. Na tribuna da Assembleia Legislativa de São Paulo (ALESP), afirmou: "Não diminui em nada as bandeiras que eu venho defendendo aqui na Assembleia Legislativa contra a 'ideologia de gênero'."

### Disseminação de notícias falsas e expulsão do PSL
Segundo o levantamento do Aos Fatos de maio de 2020, Douglas Garcia e um grupo de sete deputados investigados no inquérito das fake news publicaram em média duas postagens por dia em rede social em um período de três meses, com desinformação ou mencionando o STF de forma crítica.
Em julho de 2020, Garcia foi expulso do PSL por violar o código de ética do partido ao praticar atividades políticas contrárias ao regime democrático. Dois meses antes, o partido suspendera o parlamentar pela disseminação de notícias falsas e ataques às insituições democráticas.

### Agressão à jornalista Vera Magalhães
Em 13 de setembro de 2022, depois de debate entre os candidatos a governador de São Paulo, Douglas Garcia agrediu verbalmente a jornalista Vera Magalhães, chamando-a de "vergonha para o jornalismo" e gritando acusações falsas sobre o salário que a jornalista recebe na TV Cultura. Vera teve de sair escoltada do local do debate e afirmou que registraria boletim de ocorrência contra o deputado. Após a agressão, uma série de políticos manifestaram solidariedade a Vera, como os candidatos ao governo do São Paulo Fernando Haddad (PT), Rodrigo Garcia (PSDB) e Tarcísio Freitas (Republicanos), este último do mesmo partido de Douglas Garcia. Em vídeo divulgado em rede social, Douglas Garcia pediu desculpas a Tarcísio Freitas, mas não a Vera Magalhães.
Veículos de imprensa também repudiaram o ato do deputado, como O Globo e CBN, que, em nota, classificaram o ato de Garcia como "um atentado à imprensa livre". Entidades de imprensa, como a Federação Nacional dos Jornalistas (Fenaj), o Sindicato dos Jornalistas Profissionais no Estado de São Paulo (SJ-SP), a Associação Nacional de Jornais (ANJ), a Associação Brasileira de Emissoras de Rádio e Televisão (ABERT) e a Associação Nacional de Editores de Revistas (ANER). Estas três últimas qualificaram, em nota conjunta, a ação de Garcia como "inaceitável agressão à liberdade de imprensa".

#### Investigação do Ministério Público e pedidos de cassação
Até a manhã de 15 de setembro, a Assembleia Legislativa de São Paulo havia recebido oito pedidos de cassação de Garcia formulados por dez parlamentares, cabendo ao Conselho de Ética da casa aceitar a sua tramitação. O Ministério Público de São Paulo iniciou investigação criminal contra Garcia para averiguar o cometimento dos crimes de stalking e dano emocional a Vera Magalhães. De acordo com os advogados da jornalista, o parlamentar a persegue desde 2020, usando, entre outros expedientes, notícias falsas para atacá-la.

## Histórico eleitoral
| Ano  | Eleição                | Partido      | Candidato a       | Votos  | %     | Resultado | Ref    |
| ---- | ---------------------- | ------------ | ----------------- | ------ | ----- | --------- | ------ |
| 2018 | Estaduais em São Paulo | PSL          | Deputado Estadual | 74.351 | 0,36% | Eleito    | [ 23 ] |
| 2022 | Estaduais em São Paulo | Republicanos | Deputado Federal  | 24.549 | 0,10% | Suplente  | [ 24 ] |
| 2024 | Municipal de São Paulo | UNIÃO        | Vereador          |        |       |           |        |